# Oeonistis bistrigata
Oeonistis bistrigata là một loài bướm đêm thuộc phân họ Arctiinae, họ Erebidae.